# Antiochos VI Dionysos
Antiochos VI Dionysos (Khoảng 148 – 138 TCN), là vua của đế chế Seleukos thời Hy Lạp hóa, ông là con trai của Alexandros Balas với Cleopatra Thea, con gái vua Ptolemaios VI của Ai Cập.
Antiochos VI không thực sự cai trị. Ông được tướng Diodotus Tryphon tôn lên làm vua vào năm 145 TCN để làm đối trọng với Demetrius II, và là công cụ của viên tướng này.. Vào năm 142 TCn, Diodotos đã phế truất và lên thay ông..

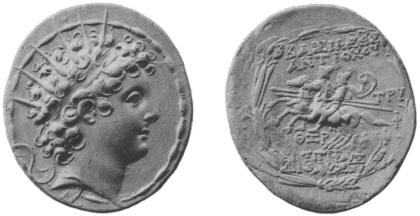
Tiền xu của Antiochos VI. Mặt trái in hình Castor và Polydeuces cưỡi ngựa. Dòng chữ Hy Lạp đọc là ΒΑΣΙΛΕΩΣ ΑΝΤΙΟΧΟΥ (vua Antiochos). Niên đại ΘΞΡ là năm 169 của kỉ nguyên Seleukos, tương ứng với năm 144-143 TCN.

## Liên kết bên ngoài
1. ↑  The first coins of the king are dated to the year 144 BC Houghton, Arthur (1992). “The Revolt of Tryphon and the accession of Antiochos VI at Apamea”. SNR. 71: 119–41.
2. ↑  The last coinage of Antiochos VI is dated to the year 142/1 BC, see Houghton, Arthur, Lorber, Catherine C, Hoover, Oliver D. (2008), Seleucid Coins: A comprehensive catalogue, Part II: Seleucus IV to Antiochus XIII, 2 Vols, New York/Lancaster PA, Nr. 2020; 2022.3; 2026.
3. ↑  Makk. 13.31; Diod. Sic. 33.28; App. Syr. 68. 357; Iust. 36.1.7.; Oros. 5.4.18.

- Antiochus VI entry in historical sourcebook by Mahlon H. Smith